# Ле Ман ’66: Славна 24 сата
Ле Ман ’66: Славна 24 сата (енгл. Ford v Ferrari) je амерички драмски филм из 2019. године, заснован на стварним догађајима у режији Џејмса Манголда. Главне улоге тумаче Мет Дејмон и Кристијан Бејл, а у споредним улогама су Џон Бернтал, Катрина Балф, Џош Лукас и Ноа Џул.

## Радња
Радња филма смештена је у 1960-е када Форд мучки покушава да докаже Ферарију да су бољи од њих. У томе ће им помоћи Керол Шелби и Кен Мајлс.

## Улоге
| Глумац         | Улога         |
| -------------- | ------------- |
| Мет Дејмон     | Керол Шелби   |
| Кристијан Бејл | Кен Мајлс     |
| Џон Бернтал    | Ли Јакока     |
| Катрина Балф   | Моли Мајлс    |
| Џош Лукас      | Лео Биби      |
| Ноа Џул        | Питер Мајлс   |
| Трејси Летс    | Хенри Форд    |
| Реј Макинон    | Фил Ремонгтон |
| Ремо Ђироне    | Енцо Ферари   |